# Greenstone (Ontario)
Greenstone (offiziell Municipality of Greenstone) ist eine Gebietsgemeinde im Nordwesten der kanadischen Provinz Ontario. Sie liegt im Thunder Bay District und hat den Status einer Single Tier (einstufigen Gemeinde).
Die heutige Gemeinde entstand 2001 durch den Zusammenschluss der ehemaligen Städte Geraldton und Longlac sowie der Townships Beardmore und Nakina.

## Lage
Greenstone liegt im Nordwesten der Provinz, in einem stark bewaldeten Gebiet mit vielen kleinen Seen östlich des Lake Superior und wird vom Nipigon River durchflossen. Die Gemeinde zieht sich vom Lake Nipigon ostwärts entlang dem King’s Highway 11 und hat mehrere Siedlungsschwerpunkte. Neben Geraldton, wo die Gemeindeverwaltung ihren Sitz hat, sind die wichtigsten Siedlungen Beardmore, Caramat und Longlac. Zwei Gemeindegebiete liegen nordöstlich (um Nakina) bzw. südöstlich (um Caramat) des eigentlichen Gemeindegebietes und bilden Exklaven. Im Gemeindegebiet liegen mehrere Reservate der First Nation, hier verschiedener Gruppen der Anishinaabek, sowie der MacLeod Provincial Park. Greenstone liegt etwa 250 Kilometer nordöstlich von Thunder Bay.

## Bevölkerung
Der Zensus im Jahr 2021 ergab für die Gemeinde eine Bevölkerung von 4309 Einwohnern, nachdem der Zensus im Jahr 2016 für die Gemeinde noch eine Bevölkerung von 4636 Einwohnern ergeben hatte. Die Bevölkerung hat damit im Vergleich zum letzten Zensus im Jahr 2016 entgegen dem Trend in der Provinz um 7,1 % abgenommen, während der Provinzdurchschnitt bei einer Bevölkerungszunahme von 5,8 % lag. Bereits im letzten Zensuszeitraum von 2011 bis 2016 hatte die Bevölkerung entgegen dem Trend um 1,9 % abgenommen, bei einer durchschnittlichen Bevölkerungszunahme von 4,6 % in der Provinz.
Im Rahmen des „Census 2021“ wurde für die Gemeinde ein Medianalter von 47,2 Jahren ermittelt. Das Medianalter der Provinz lag im selben Zeitraum bei nur 41,6 Jahren. Das örtliche Durchschnittsalter lag bei 43,6 Jahren, bzw. bei 41,8 Jahren in der Provinz. Beim „Census 2016“ wurde für die Gemeinde noch ein Medianalter von 45,4 Jahren ermittelt und für die Provinz von 41,3 Jahren, sowie ein örtliches Durchschnittsalter von 42,5 Jahren, bzw. bei 41,0 Jahren in der Provinz.

### Sprache
In der Gemeinde lebt eine große Anzahl von Franko-Ontariern. Bei offiziellen Befragungen gab etwas mehr als 1/5 der Einwohner an Französisch als Muttersprache oder Umgangssprache zu verwenden. Auf Grund dieser Anzahl an französischsprachigen Einwohnern gilt in der Gemeinde der „French Language Services Act“. Obwohl Ontario offiziell nicht zweisprachig ist, sind nach diesem Sprachgesetz die Provinzbehörden verpflichtet, ihre Dienstleistungen in bestimmten Gebieten auch in französischer Sprache anzubieten. Die Gemeinde selber gehört auch der Association française des municipalités d’Ontario (AFMO) an und fördert die französische Sprachnutzung ebenfalls auf Gemeindeebene.

## Verkehr
Greenstone wird in Ost-West-Richtung durch den King’s Highway 11, welcher hier Teil des Trans-Canada Highway Systems ist, erschlossen. Außerdem durchquert die transkontinentale Eisenbahnstrecke der Canadian National Railway die Gemeinde. Auf dieser Strecke verkehrt auch der transkontinentale Reisezug The Canadian der Via Rail, welcher in der Gemeinde auch planmäßig stoppt.
Der örtliche Geraldton (Greenstone Regional) Airport (IATA-Code: YGQ, ICAO-Code: CYGQ, Transport Canada Identifier: ohne) liegt nördlich von Geraldton im Zentrum der Gemeinde und hat eine asphaltierte Start- und Landebahn von 1526 Metern Länge.